# Europese kampioenschappen zwemmen 2020
De Europese kampioenschappen zwemmen 2020 werden gehouden van 17 tot en met 23 mei 2021 in de Donau-arena in Boedapest. Het toernooi was onderdeel van de Europese kampioenschappen zwemsporten 2020.
Oorspronkelijk stond het toernooi gepland van 18 tot en met 24 mei 2020. Vanwege de coronapandemie werd het toernooi uiteindelijk met een jaar uitgesteld.

## Programma
|  | Series en finale |  | Series en halve finales |  | Finale |

Mannen
| Mei               | 17 | 18 | 19 | 20 | 21 | 22 | 23 |
| ----------------- | -- | -- | -- | -- | -- | -- | -- |
| 50m vrije slag    |    |    |    |    |    |    | ●  |
| 100m vrije slag   |    |    | ●  |    |    |    |    |
| 200m vrije slag   |    |    |    |    | ●  |    |    |
| 400m vrije slag   | ●  |    |    |    |    |    |    |
| 800m vrije slag   |    |    |    |    |    | ●  |    |
| 1500m vrije slag  |    |    | ●  |    |    |    |    |
| 50m schoolslag    |    |    |    |    |    | ●  |    |
| 100m schoolslag   |    | ●  |    |    |    |    |    |
| 200m schoolslag   |    |    |    | ●  |    |    |    |
| 50m vlinderslag   |    |    |    |    | ●  |    |    |
| 100m vlinderslag  |    |    |    |    |    |    | ●  |
| 200m vlinderslag  |    |    | ●  |    |    |    |    |
| 50m rugslag       |    | ●  |    |    |    |    |    |
| 100m rugslag      |    |    |    | ●  |    |    |    |
| 200m rugslag      |    |    |    |    |    | ●  |    |
| 200m wisselslag   |    |    |    | ●  |    |    |    |
| 400m wisselslag   |    |    |    |    |    |    | ●  |
| 4x100m vrije slag | ●  |    |    |    |    |    |    |
| 4x200m vrije slag |    |    | ●  |    |    |    |    |
| 4x100m wisselslag |    |    |    |    |    |    | ●  |
| Finales           | 2  | 2  | 3  | 3  | 2  | 3  | 4  |

Vrouwen
| Mei               | 17 | 18 | 19 | 20 | 21 | 22 | 23 |
| ----------------- | -- | -- | -- | -- | -- | -- | -- |
| 50m vrije slag    |    | ●  |    |    |    |    |    |
| 100m vrije slag   |    |    |    |    |    | ●  |    |
| 200m vrije slag   |    |    |    | ●  |    |    |    |
| 400m vrije slag   |    |    |    |    |    |    | ●  |
| 800m vrije slag   |    | ●  |    |    |    |    |    |
| 1500m vrije slag  |    |    |    |    | ●  |    |    |
| 50m schoolslag    |    |    |    |    |    |    | ●  |
| 100m schoolslag   |    |    | ●  |    |    |    |    |
| 200m schoolslag   |    |    |    |    | ●  |    |    |
| 50m vlinderslag   |    |    |    |    |    |    | ●  |
| 100m vlinderslag  |    | ●  |    |    |    |    |    |
| 200m vlinderslag  |    |    |    | ●  |    |    |    |
| 50m rugslag       |    |    | ●  |    |    |    |    |
| 100m rugslag      |    |    |    |    | ●  |    |    |
| 200m rugslag      |    |    |    |    |    |    | ●  |
| 200m wisselslag   |    |    |    |    |    | ●  |    |
| 400m wisselslag   | ●  |    |    |    |    |    |    |
| 4x100m vrije slag | ●  |    |    |    |    |    |    |
| 4x200m vrije slag |    |    |    |    | ●  |    |    |
| 4x100m wisselslag |    |    |    |    |    |    | ●  |
| Finales           | 2  | 3  | 3  | 2  | 4  | 2  | 5  |

Gemengd
| Mei               | 17 | 18 | 19 | 20 | 21 | 22 | 23 |
| ----------------- | -- | -- | -- | -- | -- | -- | -- |
| 4x100m vrije slag |    |    |    |    |    | ●  |    |
| 4x200m vrije slag |    | ●  |    |    |    |    |    |
| 4x100m wisselslag |    |    |    | ●  |    |    |    |
| Finales           |    | 1  |    | 1  |    | 1  |    |

## Medailles
Legenda
- WR = Wereldrecord
- ER = Europees record
- CR = Kampioenschapsrecord

### Mannen
| Onderdeel            | Goud | Goud       | Zilver | Zilver   | Brons | Brons    |
| -------------------- | --- | ---------- | --- | -------- | --- | -------- |
| Vrije slag           | |            | |          | |          |
| 50 m                 | Ari-Pekka Liukkonen Finland | 21,61      | Ben Proud Verenigd Koninkrijk | 21,69    | Kristian Golomeev Griekenland                                                                               | 21,73    |
| 100 m                | Kliment Kolesnikov Rusland | 47,37 CR   | Alessandro Miressi Italië | 47,45    | Andrej Minakov Rusland                                                                                      | 47,74    |
| 200 m                | Martin Maljoetin Rusland | 1.44,79 CR | Duncan Scott Verenigd Koninkrijk | 1.45,19  | Thomas Dean Verenigd Koninkrijk                                                                             | 1.45,34  |
| 400 m                | Martin Maljoetin Rusland | 3.44,18    | Felix Auböck Oostenrijk | 3.44,63  | Danas Rapšys Litouwen                                                                                       | 3.45,39  |
| 800 m                | Mychailo Romantsjoek Oekraïne | 7.42,61    | Gregorio Paltrinieri Italië | 7.43,62  | Gabriele Detti Italië                                                                                       | 7.46,10  |
| 1500 m               | Mychailo Romantsjoek Oekraïne | 14.39,89   | Gregorio Paltrinieri Italië | 14.42,91 | Domenico Acerenza Italië                                                                                    | 14.54,36 |
| Rugslag              | |            | |          | |          |
| 50 m                 | Kliment Kolesnikov Rusland | 23,80 WR   | Robert Glință Roemenië | 24,42    | Hugo González Spanje                                                                                        | 24,47    |
| 100 m                | Robert Glință Roemenië | 52,88      | Hugo González Spanje | 52,90    | Apostolos Christou Griekenland                                                                              | 52,97    |
| 100 m                | Robert Glință Roemenië | 52,88      | Hugo González Spanje | 52,90    | Mewen Tomac Frankrijk                                                                                       | 52,97    |
| 200 m                | Jevgeni Rylov Rusland | 1.54,46    | Luke Greenbank Verenigd Koninkrijk | 1.54,62  | Roman Mityukov Zwitserland                                                                                  | 1.56,33  |
| Schoolslag           | |            | |          | |          |
| 50 m                 | Adam Peaty Verenigd Koninkrijk | 26,21      | Ilja Sjymanovitsj Wit-Rusland | 26,55    | Nicolò Martinenghi Italië                                                                                   | 26,68    |
| 100 m                | Adam Peaty Verenigd Koninkrijk | 57,66      | Arno Kamminga Nederland | 58,10    | James Wilby Verenigd Koninkrijk                                                                             | 58,58    |
| 200 m                | Anton Tsjoepkov Rusland | 2.06,99    | Arno Kamminga Nederland | 2.07,35  | Erik Persson Zweden                                                                                         | 2.07,66  |
| Vlinderslag          | |            | |          | |          |
| 50 m                 | Szebasztián Szabó Hongarije | 23,00      | Andrij Hovorov Oekraïne | 23,01    | Andrej Zjilkin Rusland                                                                                      | 23,08    |
| 100 m                | Kristóf Milák Hongarije | 50,18 CR   | Josif Miladinov Bulgarije | 50,93    | James Guy Verenigd Koninkrijk                                                                               | 50,99    |
| 200 m                | Kristóf Milák Hongarije | 1.51,10 CR | Federico Burdisso Italië | 1.54,28  | Tamás Kenderesi Hongarije                                                                                   | 1.54,43  |
| Wisselslag           | |            | |          | |          |
| 200 m                | Hugo González Spanje | 1.56,76    | Jérémy Desplanches Zwitserland | 1.56,95  | Alberto Razzetti Italië                                                                                     | 1.57,25  |
| 400 m                | Ilja Borodin Rusland | 4.10,02 WJ | Alberto Razzetti Italië | 4.11,17  | Max Litchfield Verenigd Koninkrijk                                                                          | 4.11,56  |
| Vrije slag estafette | |            | |          | |          |
| 4x100 m              | Rusland Andrej Minakov Aleksandr Sjtsjegolev Vladislav Grinev Kliment Kolesnikov Andrej Zjilkin Michail Vekovisjtsjev Ivan Girev Jevgeni Rylov | 3.10,41 CR | Verenigd Koninkrijk Thomas Dean Matthew Richards James Guy Duncan Scott Jacob Whittle Joe Litchfield                                                   | 3.11,56  | Italië Alessandro Miressi Lorenzo Zazzeri Thomas Ceccon Manuel Frigo Leonardo Deplano                       | 3.11,87  |
| 4x200 m              | Rusland Martin Maljoetin Aleksandr Sjtsjegolev Aleksandr Krasnych Michail Vekovisjtsjev Ivan Girev                                             | 7.03,48 CR | Verenigd Koninkrijk Thomas Dean Matthew Richards James Guy Duncan Scott Max Litchfield Calum Jarvis                                                    | 7.04,61  | Italië Stefano Ballo Matteo Ciampi Marco De Tullio Stefano di Cola Manuel Frigo Filippo Megli               | 7.06,05  |
| Wisselslagestafette  | |            | |          | |          |
| 4x100 m              | Verenigd Koninkrijk Luke Greenbank Adam Peaty James Guy Duncan Scott Joe Litchfield James Wilby Thomas Dean                                    | 3.28,59 CR | Rusland Kliment Kolesnikov Kirill Prigoda Michail Vekovisjtsjev Andrej Minakov Jevgeni Rylov Anton Tsjoepkov Aleksandr Koedasjev Aleksandr Sjtsjegolev | 3.29,50  | Italië Thomas Ceccon Nicolò Martinenghi Federico Burdisso Alessandro Miressi Alessandro Pinzuti Piero Codia | 3.29,93  |

### Vrouwen
| Onderdeel            | Goud | Goud       | Zilver | Zilver          | Brons | Brons           |
| -------------------- | --- | ---------- | --- | --------------- | --- | --------------- |
| Vrije slag           | |            | |                 | |                 |
| 50 m                 | Ranomi Kromowidjojo Nederland | 23,97      | Pernille Blume Denemarken                                                                                       | 24,17           | Niet uitgereikt | Niet uitgereikt |
| 50 m                 | Ranomi Kromowidjojo Nederland | 23,97      | Katarzyna Wasick Polen                                                                                          | 24,17           | Niet uitgereikt | Niet uitgereikt |
| 100 m                | Femke Heemskerk Nederland | 53,05      | Marie Wattel Frankrijk                                                                                          | 53,32           | Anna Hopkin Verenigd Koninkrijk                                                                                                  | 53,43           |
| 200 m                | Barbora Seemanová Tsjechië | 1.56,27    | Federica Pellegrini Italië                                                                                      | 1.56,29         | Freya Anderson Verenigd Koninkrijk                                                                                               | 1.56,42         |
| 400 m                | Simona Quadarella Italië | 4.04,66    | Anna Jegorova Rusland                                                                                           | 4.06,05         | Boglárka Kapás Hongarije | 4.06,90         |
| 800 m                | Simona Quadarella Italië | 8.20,23    | Anastasia Kirpitsjnikova Rusland                                                                                | 8.21,86         | Anna Jegorova Rusland | 8.26,56         |
| 1500 m               | Simona Quadarella Italië | 15.53,59   | Anastasia Kirpitsjnikova Rusland                                                                                | 16.01,06        | Martina Rita Caramignoli Italië                                                                                                  | 16.05,81        |
| Rugslag              | |            | |                 | |                 |
| 50 m                 | Kira Toussaint Nederland | 27,36      | Kathleen Dawson Verenigd Koninkrijk                                                                             | 27,46           | Maaike de Waard Nederland | 27,74           |
| 100 m                | Kathleen Dawson Verenigd Koninkrijk                                                                                               | 58,49      | Margherita Panziera Italië                                                                                      | 59,01           | Maria Kameneva Rusland | 59,22           |
| 200 m                | Margherita Panziera Italië | 2.06,08 CR | Cassie Wild Verenigd Koninkrijk                                                                                 | 2.07,74         | Katalin Burián Hongarije | 2.07,87         |
| Schoolslag           | |            | |                 | |                 |
| 50 m                 | Benedetta Pilato Italië | 29,35      | Ida Hulkko Finland                                                                                              | 30,19           | Joelia Jefimova Rusland | 30,22           |
| 100 m                | Sophie Hansson Zweden | 1,05,69    | Arianna Castiglioni Italië                                                                                      | 1,06,13         | Martina Carraro Italië | 1,06,21         |
| 200 m                | Molly Renshaw Verenigd Koninkrijk                                                                                                 | 2.21,34    | Lisa Mamié Zwitserland                                                                                          | 2.22,05         | Joelia Jefimova Rusland | 2.22,16         |
| Vlinderslag          | |            | |                 | |                 |
| 50 m                 | Ranomi Kromowidjojo Nederland | 25,30      | Melanie Henique Frankrijk                                                                                       | 25,59           | Emilie Beckmann Denemarken | 25,65           |
| 100 m                | Anna Ntountounaki Griekenland | 57,37      | Niet uitgereikt                                                                                                 | Niet uitgereikt | Louise Hansson Zweden | 57,56           |
| 100 m                | Marie Wattel Frankrijk | 57,37      | Niet uitgereikt                                                                                                 | Niet uitgereikt | Louise Hansson Zweden | 57,56           |
| 200 m                | Boglárka Kapás Hongarije | 2.06,50    | Katinka Hosszú Hongarije                                                                                        | 2.08,14         | Svetlana Tsjimrova Rusland | 2.08,55         |
| Wisselslag           | |            | |                 | |                 |
| 200 m                | Anastasia Gorbenko Israël | 2.09,99    | Abbie Wood Verenigd Koninkrijk                                                                                  | 2.10,03         | Katinka Hosszú Hongarije | 2.10,12         |
| 400 m                | Katinka Hosszú Hongarije | 4.34,76    | Viktória Mihályvári-Farkas Hongarije                                                                            | 4.36,81         | Niet uitgereikt | Niet uitgereikt |
| 400 m                | Katinka Hosszú Hongarije | 4.34,76    | Aimee Willmott Verenigd Koninkrijk                                                                              | 4.36,81         | Niet uitgereikt | Niet uitgereikt |
| Vrije slag estafette | |            | |                 | |                 |
| 4x100 m              | Verenigd Koninkrijk Lucy Hope Anna Hopkin Abbie Wood Freya Anderson Evelyn Davis Emma Russell                                     | 3.34,17    | Nederland Ranomi Kromowidjojo Kira Toussaint Marrit Steenbergen Femke Heemskerk Kim Busch Robin Neumann         | 3.34,29         | Frankrijk Marie Wattel Charlotte Bonnet Anouchka Martin Assïa Touati Lison Nowaczyk                                              | 3.35,92         |
| 4x200 m              | Verenigd Koninkrijk Lucy Hope Tamryn Van Selm Holly Hibbott Freya Anderson Emma Russell                                           | 7.53,15    | Hongarije Zsuzsanna Jakabos Fanni Fabian Laura Veres Boglárka Kapás Evelyn Verrasztó                            | 7.56,26         | Italië Stefania Pirozzi Sara Gailli Simona Quadarella Federica Pellegrini Lisa Angiolini                                         | 7.56,72         |
| Wisselslagestafette  | |            | |                 | |                 |
| 4x100 m              | Verenigd Koninkrijk Kathleen Dawson Molly Renshaw Laura Stephens Anna Hopkin Cassie Wild Sarah Vasey Harriet Jones Freya Anderson | 3.54,01 CR | Rusland Maria Kameneva Joelia Jefimova Svetlana Tsjimrova Arina Soerkova Anastasia Fesikova Jevgeni Tsjikoenova | 3.56,25         | Italië Margherita Panziera Arianna Castiglioni Elena Di Liddo Federica Pellegrini Silvia Scalia Martina Carraro Silvia di Pietro | 3.56,30         |

### Gemengd
| Onderdeel            | Goud | Goud           | Zilver | Zilver  | Brons | Brons   |
| -------------------- | --- | -------------- | --- | ------- | --- | ------- |
| Vrije slag estafette | |                | |         | |         |
| 4x100 m              | Verenigd Koninkrijk Duncan Scott Thomas Dean Anna Hopkin Freya Anderson Matthew Richards Jacob Whittle Evelyn Davis Lucy Hope | 3.22,07 CR     | Nederland Stan Pijnenburg Jesse Puts Ranomi Kromowidjojo Femke Heemskerk Luc Kroon Marrit Steenbergen Kim Busch         | 3.22,26 | Italië Alessandro Miressi Thomas Ceccon Federica Pellegrini Silvia di Pietro Manuel Frigo Chiara Tarantino                                     | 3.22,64 |
| 4x200 m              | Verenigd Koninkrijk Thomas Dean James Guy Abbie Wood Freya Anderson Calum Jarvis Joe Litchfield Lucy Hope                     | 7.26,67 CR     | Italië Stefano Ballo Stefano di Cola Federica Pellegrini Margeritha Panziera Stefania Pirozzi Filippo Megli Sara Gailli | 7.29,35 | Rusland Aleksandr Sjtsjegolev Aleksandr Krasnych Anna Jegorova Anastasia Kirpitsjnikova Ivan Girev Jevgeni Rylov Maria Kameneva Arina Soerkova | 7.31,54 |
| Wisselslagestafette  | |                | |         | |         |
| 4x100 m              | Verenigd Koninkrijk Kathleen Dawson Adam Peaty James Guy Anna Hopkin Joe Litchfield Harriet Jones                             | 3.38,82 ER, CR | Nederland Kira Toussaint Arno Kamminga Nyls Korstanje Femke Heemskerk Ranomi Kromowidjojo                               | 3.41,28 | Italië Margherita Panziera Nicolò Martinenghi Elena di Liddo Alessandro Miressi Simone Sabbioni Silvia di Pietro                               | 3.42,30 |

### Medaillespiegel
| Plaats | Land                | Goud | Zilver | Brons | Totaal |
| 1      | Verenigd Koninkrijk | 11   | 9      | 6     | 26     |
| 2      | Rusland             | 9    | 5      | 8     | 22     |
| 3      | Italië              | 5    | 9      | 13    | 27     |
| 4      | Hongarije           | 5    | 3      | 4     | 12     |
| 5      | Nederland           | 4    | 5      | 1     | 10     |
| 6      | Oekraïne            | 2    | 1      | 0     | 3      |
| 7      | Frankrijk           | 1    | 2      | 2     | 5      |
| 8      | Spanje              | 1    | 1      | 1     | 3      |
| 9      | Finland             | 1    | 1      | 0     | 2      |
| 9      | Roemenië            | 1    | 1      | 0     | 2      |
| 11     | Griekenland         | 1    | 0      | 2     | 3      |
| 11     | Zweden              | 1    | 0      | 2     | 3      |
| 13     | Israël              | 1    | 0      | 0     | 1      |
| 13     | Tsjechië            | 1    | 0      | 0     | 1      |
| 15     | Zwitserland         | 0    | 2      | 1     | 3      |
| 16     | Denemarken          | 0    | 1      | 0     | 1      |
| 17     | Bulgarije           | 0    | 1      | 1     | 2      |
| 17     | Oostenrijk          | 0    | 1      | 0     | 1      |
| 17     | Polen               | 0    | 1      | 0     | 1      |
| 17     | Wit-Rusland         | 0    | 1      | 0     | 1      |
| 21     | Litouwen            | 0    | 0      | 1     | 1      |
| Totaal | Totaal              | 44   | 44     | 42    | 130    |